# Fürnitz
Fürnitz (slow.: Brnca) ist eine Ortschaft und eine Katastralgemeinde der Gemeinde Finkenstein am Faaker See mit 1534 Einwohnern (Stand: 1. Jänner 2024) im Bezirk Villach-Land in Kärnten, Österreich.

## Lage
Fürnitz liegt südlich der Graschelitzen (728 m ü. A.) und der Gail rund 3,5 km westlich des Gemeindehauptortes Finkenstein.

## Geschichte und Name
In einer Urkunde aus dem Jahre 1090 wird der zur Pfarre Maria Gail gehörende Ort „Furniz“ erstmals erwähnt. In einem Zehentverzeichnis der Diözese Aquileia aus dem Jahr 1296 wird „Vernz“ und ein „pleban. de Vernz“ (Fürnitz und Pfarrer von Fürnitz) genannt, zu diesem Zeitpunkt war Fürnitz also bereits eine vom Bischof anerkannte Pfarre. Um 1250 wurde die dem heiligen Michael geweihte Kirche errichtet.
Der Name Fürnitz stammt aus dem slowenischen Brnca (zu brnica = Morast, Schlammboden) was so viel wie „Steg-Gegend“ oder „Stegbach“ bedeutet. Er deutet darauf hin, dass der Ort früher aufgrund der Nähe zur Gail wahrscheinlich nur über Stege oder Brücken erreichbar war.

## Infrastruktur

### Verkehr
Durch Fürnitz führt die Rosental Straße, die westlich des Ortes in die Kärntner Straße einmündet. Über die Anschlussstelle Villach-Warmbad ist Fürnitz an die Süd Autobahn angebunden.
Der Bahnhof Fürnitz liegt an der Rudolfsbahn und wird von der Linie S4 der S-Bahn Kärnten bedient. Im Ort gibt es fünf Bushaltestellen, die von den Linien 5194 und 8572 angefahren werden.
Nördlich des Ortskerns liegt der um 1990 errichtete Großverschiebebahnhof Villach-Süd, an dem pro Tag rund 2.800 Waggons abgefertigt werden. Rund um den Verschiebebahnhof wird ein Logistikzentrum aufgebaut.

## Der slowenische Kulturverein SPD Dobrač

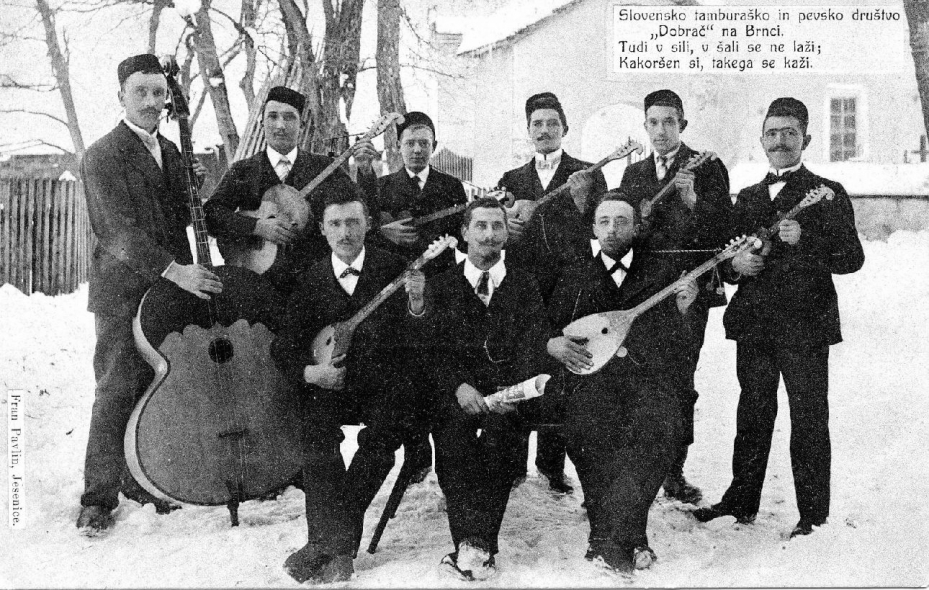
Slowenisches Tamburica Ensemble aus Fürnitz / Brnca in Kärnten um 1905

Der örtliche Slowenische Kulturverein „SPD Dobrač“ wurde am 29. November 1906 unter dem Namen "Slovensko tamburaško in pevsko društvo Dobrač" ("Slowenischer Tamburizza- und Gesangsverein »Dobrač«" (Dobratsch)), in Fürnitz/Brnca gegründet. Ziel des Vereins war die Stärkung des slowenischen Identitätsbewusstseins durch geselliges Musikschaffen. Es ist der älteste aktive Verein in der Gemeinde. Geselliges Zusammensein, das Tambuzicaspiel und Theateraufführungen sowie der Chorgesang waren die Haupttätigkeiten.
Der Verein wurde von den Nazis aufgelöst, das Hab und Gut gestohlen und/oder zerstört. Nach dem Krieg wurde die Tätigkeit wieder aufgenommen. Der slowenische Kulturverein ist bis heute eingetragen und aktiv, obschon sich die sprachliche Landschaft sehr stark verändert.
Im Oktober wurde der 115 Jahrestag der Gründung des Vereins begangen.
Der Kulturverein SPD Dobrač ist Teil der „Initiative zur Erhaltung der Flur- und Hausnamen“ Höchste Würdigung erhielten diese Bemühungen 2010 durch die Aufnahme der slowenischen Flurnamen in Kärnten in das UNESCO-Verzeichnis des immateriellen Kulturerbes.

## Söhne und Töchter des Ortes
- Johann Lautmann (1789–1857), österreichischer Gastwirt, Fleischhauer und Politiker